# 河添邦俊
河添邦俊（かわぞえ　くにとし、1929年1月27日 - 1995年）は、日本の障害児教育学者・教育者。

## 生涯
島根県浜田市生まれ。島根大学卒業。島根県柿木村柿木中学校教諭、島根県立浜田ろう学校教諭、東北福祉大学助教授、教授、高知大学教育学部教授、河添育児学研究所長。妻は河添幸江。

## 著書
- 『障害児教育と教育課程』ミネルヴァ書房 障害児問題叢書 1974
- 『障害児の育つみちすじ』ミネルヴァ書房 1978
- 『子育てのみちすじ』ミネルヴァ書房 1980
- 『障害児の育て方と言語』青木書店 青木教育叢書 1981
- 『障害児指導のみちすじ』ミネルヴァ書房 1982
- 『子どものからだと障害児の育て方』全3巻 ぶどう社 1983-84
- 『子どものからだと育つ力』青木書店 青木教育叢書 1983
- 『生活リズムと幼児・小・中学生の発達 主として非行との関係』ひかり書房 1983
- 『向かい合い保育 0歳から6歳までの子育て』ささら書房 1983
- 『幼児期の育ちと中学生の心と身体の発達 主として非行との関係』ひかり書房 1983
- 『からだと教育 「からだの民主主義」とその教育のために』大修館書店 PH選書 1985
- 『障害児のスクスク育児学 生活と生体のリズムにもとづいて』ミネルヴァ書房 1986
- 『保育実践なぜなぜ問答集』長崎県保育団体連合会企画・編集 ささら書房 (発売) 1988
- 『子どもの発達の原理と子育てのみちすじ 子どもの育つ暮しとからだの民主主義』ひかり書房 1989
- 『新しい保育実践の考え方・進め方』大修館書店 1991
- 『子どもの発達と生活リズム 現代に生きる子育ての知恵』ささら書房 1993
- 『子どもの発達と身長の変化 子どもの育ちが見えてますか、保母さん・おかあさん・おとうさん』ささら書房 1994

### 共著
- 『この子らも人間だ ろう・ちえおくれの子どもと教育』平野日出男共著 明治図書出版 1967
- 『どの子もすばらしく生きるために 障害児教育と学習権の確立』平野日出男共著 明治図書出版 1972
- 『この子らの生命輝く日 障害児に学校を』清水寛,藤本文朗共著 新日本新書 1974
- 『明日への教育 養護学校からの報告』編 ミネルヴァ書房 障害児問題叢書 1976
- 『障害児と学校』共著 新日本新書 1979
- 『障害児の教育課程と指導法』清水寛・平原春好共編著 総合労働研究所 1981
- 『障害児の発達と遊び』長原光児共著 ぶどう社 1981
- 『障害児の体育 その考え方と具体的展開』正木健雄、矢部京之助共編著 大修館書店 1981
- 『子育ては保育所とともに』佐野勝徳共編著 エイデル研究所 1985
- 『保育の福祉と実践課題』共編著 エイデル研究所 1985
- 『子どもの生活と健康』編 明治図書出版 1986
- 『どの子もすばらしく育つみちすじ』河添幸江共著 ささら書房 1986
- 『イラストでみる楽しい子育て 障害を軽減・克服するための一日の生活の仕方18項目』河添幸江編著 佐野勝徳共著 エイデル研究所 1987
- 『イラストでみる乳幼児の一日の生活のしかた 生活リズムの確立』河添幸江共著 子ども総合研究所・出版部 1991

## 論文
- Cinii